# Leucospis lankana
Leucospis lankana is een vliesvleugelig insect uit de familie Leucospidae. De wetenschappelijke naam is voor het eerst geldig gepubliceerd in 1981 door Boucek & Narendran.